# Среднеазербайджанский язык
Среднеазербайджанский язык (азерб. Orta Azərbaycan dili) или аджемский тюркский (азерб. Əcəm türkcəsi, то есть персидско-тюркский) — литературный азербайджанский язык XV—XVIII веков. Второй исторический этап развития азербайджанского языка после староазербайджанского (XIII—XVI века). Среднеазербайджанский функционировал как лингва франка в Иране и на Кавказе, на нём говорили в государствах Кара-Коюнлу, Ак-Коюнлу, Сефевидской и Османской империях.

## История
На среднеазербайджанском говорили и писали уже во времена государств Ак-Коюнлу и Кара-Коюнлу в XV веке. После 1500 года он смог развиться как надрегиональная разновидность, которая была действительна не только в Азербайджане, но и на более широкой территории, вокруг такого политического центра, как Исфахан. Представителями ранней среднеазербайджанской литературы XV века являются такие поэты, как Джаханшах, Исмаил Хатаи и Мухаммед Физули. Среднеазербайджанский функционировал как лингва франка на Кавказе и в юго-восточном Дагестане. Он был широко распространен при дворе и в армии. Большинство сефевидских воинов также говорили только на нём, а не на персидском языке. Итальянский путешественник Пьетро делла Валле, записавший эти наблюдения в 1617—1618 годах, также указывает, что среднеазербайджанский отличается от османского, и что в нем много «татарских», то есть восточно-тюркских слов. Знание о среднеазербайджанском языке довольно ограничено. Слишком мало текстов подвергалось лингвистическому анализу. Беллер-Ханн исследовал произведение 1494—1495 годов «Тарихи Хатаи». Общий огузский контекст, включая такие проблемы, как отношения между азербайджанским и османским языками, классификация азербайджанских диалектов в Иране и особенно последствия языкового контакта между персидским и тюркским языками, были в центре внимания ирано-тюркского исследовательского проекта Майнцского университета. В XVI веке Мухаммедом аль-Кятибом (по прозвищу Нишати Ширази) на него были переведены произведения. Первое — это «Шухеданаме», перевод персидского «Ровзат аш-шохада» 1502—1503 годов Хусейна Ваиза Кашифи, сделанный в 1538 году и включающий рассказы и легенды об Али ибн Абу Талибе и мучениках Кербелы. Другой — «Китаб-и тезкире-и Шейх Сефи», переведённый в 1542 году со знаменитого «Сафват ас-сафа», написанного в 1358 году Ибн Баззазом, в котором описывается жизнь шейха Сефиаддина. Оба произведения являются важными шиитскими текстами, и Нишати в качестве причины для перевода этих произведений указывает, что они должны принести пользу тюркским талибам и суфиям, не знающим персидского языка, муллам тюркских племен, и народу Туркестана. Политическими авторитетами во время правления шаха Тахмаспа I, которые поощряли его к этой работе, были Шахгулу-халифа Зулькадар, высокопоставленный чиновник кызылбашского происхождения при дворе Сефевидов в Тебризе и Казвине, и Гази-хан Текели, губернатор Шираза.
Пьетро Делла Валле, находясь некоторое время в Исфахане, уделял больше времени систематическому изучению не персидского, а азербайджанского языка. Обладая свободным временем, он написал учебник по грамматике среднеазербайджанского языка «Grammatica Della Lingua Turca» и выпустил его в 1620 году. Во время визита в Сефевидской империю, Бальтазар де Лозьер подготовил в Исфахане перевод на азербайджанский язык Евангелий от Матфея и Иоанна. Французский миссионер Рафаэль дю Ман упомянул азербайджанский язык как «аджемский тюркский» и указывал, что он «более деликатен на слух, чем османский тюркский». Грамматический набросок де Лозьера на самом деле был работой Рафаэля дю Мана. Это был не первый случай, когда он помогал посетителям с лингвистическими вопросами. Например, Рафаэль обучил ученого-востоковеда Франсуа Петиса де ла Круа основам владения персидским языком во время пребывания последнего в Исфахане. Существует ещё одна грамматика, написанная шведским ученым на основе заметок дю Мана, которого он посетил в Исфахане в 1679 году. Эта грамматика написана на французском языке, за исключением склонения, спряжения и примеров притяжательного местоимения и так далее, а также включает французско-азербайджанский словарь со многими общеупотребительными словами, которые были в повседневном пользовании в Исфахане.

## Лингвистическая характеристика

### Орфография
Орфография текстов Нишати напоминает восточно-тюркскую, что характерно и для других среднеазербайджанских текстов того времени. Наиболее характерными являются следующие:
- Частое написание гласных в множественном числе; использование диакритических знаков только один раз, чтобы показать произношение необычных слов

- Назальный ŋ последовательно пишется с помощью ن и ك

- Суффиксы часто пишутся раздельно

- Буква س также используется (чередуясь с ص) для велярных слогов в тюркских словах (за исключением некоторых слов, таких как soŋra)

- Буква ت не ограничивается небными слогами в тюркских словах, а также используется (помимо تی) для‌ велярных

- Точки часто сжимаются, как тройная точка под ب в bir

- Буква س‌ часто пишется с тройной точкой внизу[20]

- Буквы ج‌ и چ чередуются случайным образом

- Удвоенный آ неявно указывает на гласную a (или ā), она также может выражать другие гласные[21]

### Фонология
Изменение тюркского начальное b на m в районе носовых полностью осуществляется в словах mən (я) и miŋ (тысяча). Косвенный случай bu (этот) показывает различные обозначения, такие как bunı ~ munı, bunda ~ munda в «Шухеданаме», в то время как «Тезкире Шейх Сефи», предпочитает формы, но в обоих текстах есть bunlar (соответственно bular). Такое же соотношение между текстами есть для медиального b без носового контакта для вариаций kibi ~ kimi (как) и kimi как единственной формы в произведениях. В то время как сдвиг начального q на ğ не наблюдается в наших текстах (за исключением случайных примеров, таких как ğalabalıq «толпа»), озвучивание и/или спирантизация среднего и конечного q выражены, но не последовательно. Некоторые слова в основном пишутся с x, например: yaxşı (хорошо), bax (смотри), oxu — (читай), qalx (встань), saxla (сохрани), yıx (разрушь), в других случаях написание меняется, но это не зависит от позиции в слове или качества следующего звука. Как правило, преобладают формы с x: çıx ~ çıq (çıxma, çıxa, çıxdı ~ çıqma, çıqa, çıqdı) (выйди), yaxın ~ yaqın (близко), yox ~ yoq (нет), çox ~ çoq (много).
Конечная q часто озвучивается и, вероятно, становится озвученным спирантом (хотя буква غ неоднозначна в отношении спирантного качества звука). Озвучивание происходит в основном перед суффиксами с начальной согласной (помимо обычного озвучивания перед гласной), а также в абсолютной конечной позиции: başmağçı (сапожник), ırağdan (издалека), uçmağda (в райском уголке), uşağları (детей), bulmağda (в поиске), ayağ (нога), ispāhiliğ (сипахство), ağlamağ (плакать). В конечной позиции ğ чередуется с q, особенно в случае -maq (в котором есть только редкие примеры для -max), но -lığ /-luğ всегда озвучивается.
Огузское произношение начального t до d обычно представлено, как в таких словах, как dağ (гора), dur (стой), diş (зуб), düş (падать) и другие. В исследованных текстах есть некоторые различия в процессах вторичного произнесения, в основном вызванные медиальным или конечным глухим согласным (litre-, tut-), как объяснил немецкий тюрколог Герхард Дёрфер. Это началось уже в XV веке и также включало слова, в которых развивалась буква t без воздействия глухих согласных. Дёрфер также считал это вторичным развитием, потому что более старые d-образцы действительно существуют. Но, если такие образцы отсутствуют, сохранение первоначального тюркского t считается мыслимым. Данные из текстов Нишати показывают, что более древняя озвученная начальная буква d в бэк-вокальных словах сохраняется во многих случаях, когда в современном турецком языке есть эта более старая d, которая засвидетельствована помимо t в староосманском и всё ещё в среднеосманском языках, сохранилось и в азербайджанском языке для некоторых слов до сегодняшнего дня, и, соответственно, оно было найдено также в текстах транскрипции на среднеазербайджанском: dad (вкус), dadlu (вкусный), daş (камень), dut, tut (держи), danuq (свидетель), daŋla (на рассвете), daraqla (расчесывать).
Звучание оригинала t реализуется даже в старом заимствованном damu (ад), которое засвидетельствовано и Менинским как «tamu seu usit [atius] damu». Имеются также ассимилированные формы t, но в меньшей степени: tapşur (поручить, заказать). Несколько иначе обстоит дело с развитием t < d > t в переднегласных словах. Большинство из них сохранялись в современном азербайджанском языке: düş (падай), düzəd (приведи в порядок), dəŋiz (море).
Данные Нишати демонстрируют поклонение даже больше, чем в османском языке. Среди слов с начальной t и другой глухой согласной также есть такие лексемы, как tik, tikən, tök, которые в этой форме также засвидетельствованы в других среднеазербайджанских текстах, а также в современном азербайджанском (по крайней мере, частично для tik в значении «шить»), в то время как современный турецкий язык в этих случаях сохранил d. Поскольку в других текстах восточной области нет подобных примеров, в таких словах не произошло изменения t > d, а скорее сохранился первоначальный тюркский t: təpə (холм), tərpət (подвинь), titrə (дрожи), tikə (кусок), türlü türlü ~ dürlü dürlü (различный), tik (строй, шей), tikən (шип), tök (налей). Отмечается одиночный t в təg, в котором обычно имеется озвученный инициал в османском и азербайджанском языках: təg (коснись). Начальная -yi — это в основном i, как в современном азербайджанском языке: itür (потеряй), igirmi (двадцать), igit (юноша) ~ yigitlığ (отрочество); -yı, -yü и -yu поддерживают y в большинстве случаев: yıl ~ ıl (год), yılan (змея), yüz (лицо), yulduz (звезда).
Некоторые типичные изменения, которые видны из арабской вязи, заключаются в e и делабиализации. Тексты Нишати демонстрируют свой азербайджанский характер в написании слова ev (дом) повсюду, что никогда не было засвидетельствовано подобным образом в староосманском языке, но было развито в восточных регионах. Другими примерами для такого изменения с первоначального ə на e являются: yeŋi (новый), sev (люби), и даже такие слова, как dəri (кожа) и dəvə (верблюд). Делабиализация: bəylə, əylə (так), gəvdə ~ gövdə (тело), yeri (иди). Процессы, нейтрализующие разницу между передними и задними гласными под влиянием персидского языка, наиболее характерны для современных ирано-тюркских разновидностей. Такие изменения вряд ли можно обнаружить в текстах с арабской вязью. Некоторые единичные изменения могут быть замечены в слогах, содержащих q/ğ или k/g: vermağ (давать) и əyləmağa (для того, чтобы делать) являются примерами велярной формы -mak. Такие формы хорошо известны из современных азербайджанских диалектов как своего рода велярная унификация этого суффикса. Несколько чаще в текстах Нишати встречается палатальный -mək после велярной основы, как aparməkdə (в отнесении), ayrılmək (отделиться), çıxarmək (вытащить), qayıtmək (вернуться), saxlamək (сохранить), yandurmək (сжечь). Такое же изменение суффиксов с высокими гласными в примерах, таких как durdük (мы встали) или buyurdügi (как он приказал), может отражать начало индифферентной стадии в развитии губной гармонии.
Довольно частым является небное или велярное изменение в суффиксе -lik, высокий гласный которого также можно считать нестабильным. Кроме того, образец велярного -lığ (редко -liq) после долгого ī в последнем слоге арабско-персидского заимствованного слова, такого как şīrīnlığ (сладость), ğarīblığ (нужда), встречается довольно часто. Противоположный образец небного -lik подобно после велярной основы, возможно, указывает на небное качество основы, например, в həftəlik (еженедельно), что, очевидно, показывает азербайджанскую реализацию короткого a. В то время как губная гласная сохранялась в османском языке удивительно долго, восточно-тюркские иллабиальные формы широко используются в среднеазербайджанских источниках, но в рукописях таких поэтов, как Физули, также присутствует губная форма османского языка.
Притяжательные суффиксы первого и второго лица единственного числа именного и глагольного сгибания довольно устойчивы в текстах Нишати и обычно имеют губные варианты, как это происходит в «Тарихи Хатаи». Но признаки начинающегося разрушения этого губного доминирования можно увидеть в слове dedim, которое пишется в большем количестве примеров, и в разбросанных обозначениях, таких как bağışladım. Для второго лица такие варианты написания встречаются в закрытых слогах, как çigniŋdən. Дефектные варианты написания, как в əliŋdəki, вероятно, указывают на то же самое развитие событий. В притяжательных суффиксах первого и второго лица множественного числа гласная второго элемента -ız всегда имеет иллабиальное качество, что также влияет на первый слог и ускоряет развитие иллабиальных вариантов. По сравнению с османским, который имел губную гласную для обоих слогов и постепенно адаптировал её (-umuz > -xmuz > xmxz), в среднеазербайджанской адаптации регрессивно доминирует второй элемент иллабиального, вызывающий даже такие формы, как yolımız, qorxdıŋız. Доминирование стабильного второго элемента -ız сочетается с восточно-тюркскими образцами.
| Первое лицо -ımız ~ -umız                   | Второе лицо -ıŋız ~ -uŋız                      | Прошедшее время. Второе лицо -dıŋız ~ duŋız | Повелительный суффикс второго лица -(u)ŋ, -(x)ŋız                  |
| ------------------------------------------- | ---------------------------------------------- | ------------------------------------------- | ------------------------------------------------------------------ |
| yanımızda, dədələrimizüŋ, yolımızda, özümiz | sığırlarıŋızı, birbiriŋiz, əlüŋizdən, köŋlüŋiz | qıydıŋız, etdiŋiz, qorxdıŋız, yetürdüŋiz    | varuŋ, oluŋ, oturuŋız, sürüŋiz, qılıŋız, veriŋiz, unutmaŋız, yeŋiz |

Короткий вариант -uŋ по-прежнему консервативен, но первая гласная длинного варианта -(x)ŋız кажется гармоничной. Подобно притяжательным суффиксам второго лица, элемент -ız, который всегда является нелабиальным, очевидно, способствовал развитию. Родительный падеж -(n)uŋ ~ -nuŋ ~ -(n)ıŋ; -üm, im: kitabuŋ, yemegüŋ, būstānınuŋ, dirinüŋ, senüŋ, mənüm, şəhīdnüŋ, Taŋrınıŋ (~Taŋrınuŋ), quyınıŋ (~quyınuŋ), göziniŋ, bizim. Суффикс родительного падежа обычно имеет губную гласную, как в староосманском, и предлагает лишь несколько вариантов илабиальных, которые появляются в основном после конечного i/ı и всегда в bizim. Иллабиальная форма ~ (n)ıŋ использовалась исключительно в «Тарихи Хатаи» с конца XV века, что вызвано восточно-тюркскими влияниями.
Губное предпочтение было засвидетельствовано в диалекте айналлу -(n)ıŋ и кашкайском наречии -(n)in, -ni, в то время как самые последние данные по разновидности кашкайского — джамбозорги, уже показывают гармонизированные формы, такие как qızıŋ, unuŋ, но чередующиеся с иллабиальными реликтами, такими как unıŋ. Более поздний азербайджанский материал текстов транскрипции совпадает с данными Нишати и предлагает преимущественно губные данные из более консервативных источников, но также и невербальные обозначения из образцов разговорной речи в разговорнике. Как указал Йохансон, эти различия, вероятно, отражают диахроническую последовательность соответственно различных слоев языка. Данные Нишати для -(n)ıŋ являются спорадическими восточно-тюркскими реликтами, которые могут пересекаться с началом адаптации. В современных азербайджанских разновидностях и в тебризском диалекте иллабиальный родительный падеж -(n)ıŋ не играет роли, но только старые губные варианты, следующие за иллабиальной основой, встречаются как архаизмы.
Помимо элемента -ız в притяжательных суффиксах и повелительном наклонении множественного числа есть ещё одно объединение для словообразующего суффикса -sız: camālsız, xüccətsiz, tütünsiz, susizlikdən, susızlığından. В отличие от -ıu этот суффикс имеет в текстах Нишати только иллабиальные варианты и стандартизирован в этой форме. Чередование следующего -lık как небного или велярного указывает на некоторую нейтрализацию гласного. В «Тарихи Хатаи» суффикс также имеет тенденцию только к незаконченным гласным boyağsız, carazsız, тогда как в староанатолийском тюркских текстах обычно используется -suz. Здесь также существует связь с чагатайским, имевшим ту же иллабиальную форму -sız без соблюдения губной гармонии.
Абстрактообразующий суффикс -lığ/-lık; luğ: dostlığ, görklik, yoqlik, qonağlığ, atalik, həftəlik, mənlik, ğarīblığ, bāxıllıq, susizlik, susızlığından, qulluğında, qulluğcılar, danuğluğ. Иллабиальные варианты абсолютно доминируют в текстах Нишати, а губные варианты были найдены только — до сих пор — в словах qulluğ и danuğluğ. Аналогичная ситуация наблюдается в «Тарихи Хатаи», за исключением слова qaranlux. Здесь заметны вариации небного и велярного качества в суффиксе с предпочтением варианту -lığ. Эти чередования могут указывать на нестабильное качество гласного на стадии безразличия развития губной гармонии. Они также являются отражением помех небной гармонии. Доминирующий велярный -lığ, вероятно, связан с практикой чагатайцев, которые для арабо-персидских заимствований обычно предпочитали варианты велярного суффикса. Изменения небных гласных в основе слова привели к таким словам, как həftəlik.

### Грамматика
Винительный падеж отображает несколько различных вариантов морфем, которые показывают происходящее развитие среди азербайджанских, османских и восточно-тюркских образцов, но азербайджанская форма -(n)ı с -nı после вокальных основ достаточно стабильная. Чередование -nı и -yl встречается также в других среднеазербайджанских текстах, но в «Тарихи Хатаи» как документе разговорного стиля уже было -nı в качестве нормы.
-nı
Xazrəti Allah təālānı bəndənüŋ rızqı verməgindən mazūl edəbilürsən qamu əşyānı görə («Не могли бы вы запретить Господу Богу кормить людей, чтобы он мог видеть всё»)
Xavvānı qoyub ətəgindən əlüŋi qısadasan («Ты оставишь Хавву и уберешь свою руку от нее»)
-yı

Aqlīmiyāyi Qābīle müsəlləm edəyim, bir qara qarğayi gördi, ol qadar ki ol ölmiş qarğayi örtüldi və ölüyi kəfənsiz olmaz («Я поручу Аклимию Габилю, он видел черного ворона, что этот мертвый ворон был покрыт, а мертвые не должны быть без савана»).
Восточно-тюркская форма -nı после согласной встречается после притяжательного суффикса первого или второго лица, в основном в поэтических частях текста, но иногда и отдельно от них, например: «Mənüm çıplağlığumnı unutmaŋız və pərīşānlığumnı xātırıŋıza geçürüŋ» («Не забывай мою наготу и помни о моем убожестве»). Но это использование не является правилом для «Шухеданаме» согласно Ализаде, так как имеются примеры:
«Mənüm selamumi aŋa yetir» («Передай ему привет от меня»)
«İşümi Taŋrıya qoyubam» («Я доверил свое дело Богу»)

«Sığırlarıŋızı oraya sürüŋiz» («Пасите там своих коров»)
Восточно-тюркский вариант, следующий за притяжательным суффиксом третьего лица, довольно распространен в текстах Нишати, как и в староосманском, но он всегда встречается рядом с -nı:
-n:
«Atların çapdılar» («Они погнали своих лошадей»)
«Kārxānəsin sınduralım» («Давайте уничтожим его рабочее место»)
«Mübārək əlin öpdüm» («Я поцеловал его благословенную руку»)
-nı:
«Atını buğdaya sürdi» («Он загнал свою лошадь к зерну»)
«Mübārək ağzını açub» («Он открыл свой благословенный рот»)

«Yüzi ilən saçlarını yuyub darağladı» («Он помыл своё лицо и волосы и расчесал»)
Винительная морфема используется не только для выражения определенного прямого объекта. Как и в чагатайском, его можно использовать для людей в пассивной фразе: «Üstine toprağ tökdi ol qadar ki ol ölmiş qarğayı örtüldi» («Он посыпал на него землю, чтобы мертвый ворон был покрыт»). Помимо пассивного вопроса, есть и другие примеры, которые обозначают подлежащее с помощью морфемы винительного падежа: «Mənüm qarındaşumı gögçəkdür» («Моя сестра красивая»).
Личные местоимения совпадают с староосманскими, за исключением начального -m для первого лица и третьего имеют ol и anlar, с косыми формами основы -a; родительный падеж biz и siz — это bizim и sizüŋ. Нет никаких признаков местоименной основы bilə- с притяжательными суффиксами, которая распространена в нескольких диалектах Южного Азербайджана, а также встречается в транскрипционных текстах среднеазербайджанского языка XVII века. Демонстративными являются bu и ol; как и в современном азербайджанском языке, здесь нет şu, но редко встречается более древний şol. Нормальная форма множественного числа bu — bunlar, но более старая bular также присутствует. Наклонные формы bu предпочитают начальную букву -m, но в «Шухеданаме» есть чередующиеся обозначения, такие как bunı ~ munı, bunda ~ munda. Обычное возвратное местоимение в обоих текстах öz, но «Тезкире Шейх Сефи» иногда также используется kəndü или kəndüsi.
Типичные вопросы рядом с kim и nə: hanğı (какой), xanda (~ qanda, редко handa), xandan (~ qandan) (откуда), редко qaçan (~ xaçan) (когда). Элемент -qa/-xa в основном сохранился, и нет никакого азербайджанского hara. Дательный падеж местных вопросительных всегда nərəyə (куда). Другие вопросы в сочетании с nə является necə (как), neçə (сколько), nəyşün (почему), nəyşə (с какой целью), nəylə (что делать). Среди неопределенных местоимений (и соответствующих существительных) имеются следующие: qamu (~ xamu) (все), özgə (чужой), nəstə (редко nəsnə) (вещь) и varı (всё), который здесь функционирует в основном как прилагательное: «Hər kim yer idi varı yaxşı-u yaman bilür idi» («Тот, кто ест (их), будет знать всё хорошее и плохое»). Личные указатели именного сказуемого и конечных форм глагола, таких как аорист -mış, -(y)acak и -(y)ub:
| Лицо   | Множественное число | Единственное число |
| ------ | ------------------- | ------------------ |
| Первое | -(y)am              | -uz                |
| Второе | -san                | -sıŋız             |
| Третье | -dur                | -durlar            |

Суффиксы первого и второго лица прошедшего времени не имеют обозначения гласных и интерпретируются как низкие гласные, как в более ранних староосманском, и как это было сохранено в азербайджанском языках. Суффикс первого лица множественного времени всегда пишется с ا: dönəməzüz, yaratmışuz, даже после последней гласной, например: «Biz anuŋ maxkūmıuz» («Мы его приговоренные»), или формы с желательным наклонением, такие как tökəüz, olauz. Правописание предполагает, что у морфемы не было начального элемента -y-, ни -v-, как это было принято в староосманском языке. Такое же написание характерно и для «Тарихи Хатаи». Суффикс первого лица множественного числа ещё не заменен вариантом, заканчивающимся на -k (соотвенно -x), которые распространены на всей территории Азербайджана, а также в Центральной и Восточной Анатолии и южных диалектах Ирана. В письменных азербайджанских текстах суффикс -k- встречается не ранее XVIII века, однако грамматика Рафаэля дю Мана, основанная на разговорной разновидности исфаханского диалекта, записывает суффикс уже как -ouk.
Обмен между сопряженными классами «местоименного» и «притяжательного» типа, основанный на аналогиях, с преобладающей тенденцией к замене форм так называемого местоименного класса формами так называемого притяжательного класса, в случае Нишати каким-то образом несбалансирован. В то время как в его текстах отсутствует «притяжательный» -uk в первом лице множественного числа, они отображают -sıŋız (с притяжательным элементом -ŋız) для второго лица множественного числа в качестве нормальной формы. Более старый -sız встречается только иногда с оптативом. Общим средством для выражения настоящего времени является аорист -(u)r. Его лабиальность хорошо отмечается в написании, а вариант низкого гласного -ar в односложных словах обозначается дефектным написанием или, иногда, ا. Низкая гласная в словах gör- и vur-, примеры вроде görerüz (видим) и urarlar (бьют), и высокая в yat-, yatur (спит) хорошо известны из староосманских и диалектных архаизмов. Но нет ни одного примера для варианта -ır-, ни вариантов написания, которые позволили бы предположить о централизованных гласных, которые были отправной точкой для более поздней реструктуризации системы аористов в азербайджанском языке.
Следы развивающегося настоящего времени -yır, -(y)ır видны только в более поздних текстах транскрипции. Негатив аориста формируется с -maz, включая первое лицо множественного числа -mazuz (bilmezüz, dönmezüz), и частично первое лицо единственного числа (bilmezem, tərk edəməzəm). В единственном числе от первого лица доминирует морфема -manam, которая используется в ряде современных диалектах юга Ирана (istəmənəm, qaçmanam, baş çəkmənəm). Он также встречается в южных и восточных диалектах Азербайджана, а также в особой группе восточноанатолийских диалектов (Диярбакыр, Урфа, Ван, Ахлат). Тексты Нишати также альтернативно отображают староосманское -mazam, но с использованием -manam они отражают уже более новую стадию развития, которая продолжается в XVII и XVIII веках, как это видно из более поздних текстов транскрипции. В этом случае тексты Нишати отличаются от среднеазербайджанских текстов XV века, в которых не используется -manam, но, чередуясь со староосманским -mazam, более старым -man. Эта морфема имеет более долгую историю — она хорошо засвидетельствована в восточно-тюркских и кыпчакских текстах и сохранялась в ирано-тюркском регионе до XV века. Оно все еще встречается в литературном языке XVI века (Шах Исмаил, Физули), и поэтому иногда также присутствует в поэтических частях текстов Нишати (bilmən).
Очень типичной особенностью текстов Нишати является наличие двух морфем для выражения совершенного времени: -mış и восточно-тюркское -(y)ub, связанное с суффиксами связки. То же самое верно для всех современных ирано-тюркских разновидностей, которые отображают обе морфемы в разных смешанных парадигмах. Дёрфер различает шесть типов, в которых преобладают в основном смешанные парадигмы, с -mış для первого лица и частично второго, и -ıbdır(r) всегда в третьем лице. Диалекты юга, однако, предпочитают либо -mış, либо -ıbdır(r), либо они используют обе морфемы для всех лиц, как описывает Дёрфер для кашкайское наречие в Ширазе. В текстах Нишати есть похожая картина: -mış и -(y)ub используются бок о бок: «Ol nəstələr kim məşāyixümdən talīm alubam və anlar ilən ādət əyləmişəm təkr edəməzəm» («То, что я перенял у своих шейхов, и то, что я сделал с ними привычкой, я не могу бросить»). Обе морфемы встречаются во всех лицах, но -mış немного чаще встречается в первом и втором лицах, а -(y)ubdur в основном в третьем лице: -mışam (~ (y)ubam), -mışsan (~ (y)ubsan), -(y)ubdur (~ mış).

Еще одна примечательная особенность заключается в функции обоих совершенных указателей: как и в недавних ирано-тюркских разновидностях, они не имеют косвенных коннотаций, присущих -mış в современном стандартном азербайджанском языке или -(i)b в современном узбекском языке. Влияние персидского языка предотвратило развитие косвенности в азербайджанских диалектах Ирана, потому что у персидского не было аналога для него. Ирано-тюркские -mış и -(y)ub функционируют как чистое совершенное время по отношению к настоящему, что видно и в текстах Нишати. В большинстве случаев тюркский перевод с -mış и -(y)ub соответствует перфекту персидского оригинала, но иногда он также относится к персидскому претериту или настоящему времени, что показывает общее использование этих морфем как временной категории:
«Dedi hān dərvīşlərüŋ nəvāləsin yeyübsən» («Он сказал: „Воистину, ты ел хлеб дервишей“»)
"Ariflərdən birisi söyləmiş ki) («Один из мудрецов сказал»)

«Dedi çün Xazrət-i Şəyx Zāhid məni mən əyləyübdür və Xazrət-i Taŋrı tə ālādan əmr olubdur bu iki buyruğuŋ ortasından mənüm çārəmüŋ nədür» («Он сказал: „Когда святой шейх Захид запретил мне это, и от Бога пришел приказ, каков мой выход между этими двумя приказами?“»)
Функция связки imiş не очень ясна, потому что удалось найти лишь несколько примеров. Диалекты, включая кашкайский, в целом сохранили imiş как указатель косвенности, и потеря косвенности была отмечена только в халаджском, находящегося под сильным персидским влиянием. Следующий «yox imiş» заменяет персидский совершенный na-buda ast, который безразличен к косвенности, но тюркские предложения, также могут быть истолкованы так, как если бы оно содержало фразу типа «как сказано»:
«Və həm bəylə Xazrət-i Şəyhüŋ nəzri yox imiş» («И, таким образом, у шейха тоже не было обетных даров»).

«Suāl qıldılar kim Şəyx Zāhidüŋ aləmi yox imiş və özgələrüŋ var» («Они спросили: „У шейха Захида не было знамени, а у других оно есть?“»)
Тексты Нишати свидетельствуют о том, что утрата (или неразвитость) косвенности в совершенных формах -mış и -(y)ub не является поздним результатом контакта, а устойчивой чертой языка уже в XVI веке и ранее, что подтверждается «Тарихи Хатаи», где -mış и -(y)ubdur почти всегда имеют описательные функции. Аналогичный статус был и в староосманском языке, когда конечное -mış имело основную функцию результирующего перфекта и лишь во вторую очередь косвенные коннотации. Также параллельное использование -mış и -(y)ub (в основном в третьем лице, как -(y)ubdur) соответствует староосманскому языку. Начиная с XVI века -(y)ubdur там было утрачено.
| Лицо   | Множественное число | Единственное число |
| ------ | ------------------- | ------------------ |
| Первое | -(a)yım             | -(y)alım           |
| Второе | — (редко gıl)       | -(u)ŋ, -(x)ŋız     |
| Третье | -sun                | -sunlar            |

| Лицо   | Множественное число | Единственное число    |
| ------ | ------------------- | --------------------- |
| Первое | -(y)am              | -(y)auz               |
| Второе | -(y)asan            | -(y)asız (-(y)asıŋız) |
| Третье | -(y)a               | -(y)alar              |

Нет также суффикса с окончанием -k для первого лица множественного числа в обоих наклонениях, как это правило в современных диалектах (за восточных). Сокращение волюнтативного первого лица единственного числа до -yım — как в современных разновидностях — видно только после основного конечного гласного (istəyim), но не после согласных (qoyayım, içəyim). В отличие от современного турецкого языка, который полностью утратил парадигму оптатива и сохранил лишь частично вторые лица, современные азербайджанские диалекты сохранили полный оптатив под персидским влиянием. Но даже здесь оптативные формы часто заменяются соответствующими волюнтативами, особенно в третьем лице. Аналогичный процесс начался уже в староосманском, когда оптативы иногда заменялись в основном для третьих лиц.

В текстах Нишати XVI века это развитие продолжается. Оптативы используются во всех лицах, особенно в их основной «сослагательной» функции в модальных конструкциях, в условных, временных, заключительных или других предложениях с нереализованными действиями. Но волюнтативы первого и третьего лиц используются параллельно. Первое лицо единственное число -(y)am ~ -(a)yım. Волюнтативы более доминируют в обоих текстах:
«Hükim et tā Bābil dağlarını Nimrūdīlərüŋ başlarına indürəyim» («Отдай приказ, чтобы я позволил обрушить горы Вавилона на головы Нимруда и его народа»)
«Quru ətmək gətürüŋ kim andan tənāvül edəyim» («Принеси немного сухого хлеба, чтобы я мог попробовать его»)

«Göŋləgümi gövdəmdən çıxarmaŋız ki əgər öləm kəfənsiz ölməyəm» («Не снимай мою рубашку с моего тела, чтобы — если я умру — я не умер без савана»)
Первое лицо множественного числа -(y)auz ~ -(y)alım. У этого лица разные случаи: «Шухеданаме» предпочитает оптатив, а «Тезкире Шейх Сефи» — волюнтатив:
«Bizim müddəāmiz oldur ki sənüŋ boğazuŋdan qan axıtdurauz» («Наша цель — пролить кровь через твоё горло»)

«Pādişāh yanımıza gəlübdür kim anuŋçun duā əyləyəlim» («Падишах пришел к нам, чтобы мы помолились за него»)
Третье лицо -(y)a ~ -sun. В обоих текстах используются оба наклонения, при этом все еще отдается небольшое предпочтение оптативному:
«Yaqūb şūrətinə aŋa görsədəyim tā anuŋ ilən təsəlli və təskīn tapa» («Я явлюсь ему в образе Якуба, чтобы он мог найти утешение и покой с ним»)

«Bağdād Xatun daxi iltimās qıldı kim bir loqma aŋa verə» («Багдад Хатун также попросила, чтобы он дал ей кусочек»)
Параллельное использование видно в следующем примере с двумя аналогичными условными предложениями: «Əgər mənüm qurbānlığımı qabūl olmaya Aqlīmiyāyı Qābīle müsəlləm ədəyim əgər bu qurbānı qabūl olsun qarındaşum mənümdür» («Если он не примет мое подношение, я оставлю Аклимию Каину; если он примет это подношение, моя сестра будет моей»).

Другие предикации — основные предложения или аподоз условного или временного предложения — с желаемыми, ожидаемыми или возможными и так далее действия обычно используют волюнтативы для первых и частично для третьих лиц:
«Devəmi bağlayım mı yoxsa təvəkkülə qoyayım» («Должен ли я привязать своего верблюда или положиться на Бога»)
«Ey ata, vaqt ola kim…» («О отец, может наступить время, когда…»
«Çün Taŋrınuŋ buyruğı bilə şādır olmış ola Hācər ilə İsmailüŋ miŋ cānı Allāh-taālānuŋ xazrətinə fədā olsun» («Когда будет издан приказ Бога, Хеджер и Исмаил могут быть принесены в жертву с тысячью удовольствий Всевышнему Богу»)

«Hər kimüŋ qurbanlığı qabūl olsun, Aqlīmiyā anuŋ ola» («Чья жертва будет принята, Аклимия будет его»)
Даже второе лицо оптатива может быть заменено повелительным наклонением. В следующем примере показано параллельное использование обеих морфем второго лица множественного числа -(y)asız ~ -xŋız: «Çün axşam namāzı çağı qardaşlaruŋ ilən evə gidəsən mənüm bīkəsligümdən aŋasız və yəmək çağı açlığumdan yad eyləŋiz» («Когда вы идете домой со своими братьями во время вечерней молитвы, помните о моем одиночестве, а во время еды помните о моем голоде»). Использование указателя -sa ограничено; он (почти) появляется только от третьего лица. Оно непосредственно сочетается с основой глагола и обозначает реальное или потенциальное состояние; аориста нет + -sa: «Əgər buyruğuŋ olsa, əmir edəyim tā». В условных предложениях встречается оптатив -(y)a, иногда заменяемый волюнтативами первого и третьего лиц в сочетании с вводным əgər. Другой стратегией является лексическая маркировка əgər — или, иногда, многофункциональным çün — и использование других времен, таких как аорист или претерит, для реальных/потенциальных и даже нереальных условий:
«Əgər mənüm sözümi inanmazsan hər biriŋiz bir qurbān əyləŋiz» («Если вы не верите в мои слова, каждый из вас должен принести жертву»)

«Və əgər anuŋ göŋləgində bir namāz qıluram namāzuŋ dadını bilməzəm» («И если бы я молился в её одежде, я бы не почувствовал вкуса молитвы»)
Нереальные условия обычно выражаются оптативом -(y)a + idi: «Əgər mən xaqīqat sözi anuŋ yanında söyləyəydüm ol sözlərüŋ müştərisi dəgül idi» («Если бы я говорил с ним о правде, он бы не употреблял таких слов»). Эти особенности условных предложений аналогичны в других текстах. В более старом «Тарихи Хатаи» также отсутствует -sa для первого и второго лиц, а простое -sa вообще не существует в грамматике Рафаэля дю Мана 1684 года. Его использование даже довольно ограничено в современных разновидностях. Булут отмечает в своем материале про баятские диалекты, что примеры с условными оптативами встречаются более чем в два раза чаще, чем примеры с (простым) -sa; и наиболее распространенными являются морфологически немаркированные условные конструкции. Эти особенности, которые явно вызваны контактом с соответствующими персидскими образцами, типичны для азербайджанских диалектов разновидностей в прошлом и настоящем.

Тюркский обязательный -malu существует в текстах Нишати, но как в более поздних текстах транскрипции его нет. Современный стандартный азербайджанский язык также отображает полную парадигму, но в тебризском диалекте морфема сведена к именным формам, и доминируют синтетические конструкции с gərəh. В других диалектах -malu присутствует как глагольная форма. «Шухеданаме» кажется довольно прогрессивным, потому что в нем есть морфемы во всех лицах, и есть также много примеров морфемы в сочетании с ol- или idi, как это было в староосманском:
«Bunları xamu görməli və çəkməlüüz» («Это все должны увидеть и принять их»)
«Bulay kim yolda yā mənzildə bir qurbān etməlü olauz» («Возможно, мы должны принести жертву в пути или дома»)

«(Mən demək dilinə geçməz idi) və əgər nāçār deməlü olaydi mun söylərdi» («(Сказать „я“ не сорвалось с его языка), и если ему неизбежно приходилось это говорить, он говорил „мун“»)
Оба текста демонстрируют параллельное использование с -malu другого способа выражения необходимости: сочетание отглагольного существительного -mak + gərək + личные указатели. Аналитическая конструкция gərək + оптатив/волюнтатив, который распространен в современном азербайджанском, играет незначительную роль в текстах Нишати. Он не существует в «Шухеданаме». В «Тезкире Шейх Сефи» это происходит помимо других методов, но в форме gərək kim + оптатив/волюнтатив:
«Və fərzənd gərək kim atasınuŋ məzhəbində ola» («И сын должен быть в мазхабе своего отца»)

«Dəyici gərək kim işidicinüŋ aqlı ilə fəhmi görsün» («Говорящий должен учитывать ум и понимание слушающего»)
Выражение возможности или способности -(y)abil: «Görəyim Şəyxüŋ maŋa nə edə bilür» («Позвольте мне посмотреть, что ваш шейх может сделать со мной»). Другим методом является использование безличных выражений, таких как olur kim + оптатив/волюнтатив: «Olur kim ol hüccət ilən anlara dolaşub işlərini bərhəm uralım» («С этим аргументом мы можем подойти к ним и разрушить их дело»). Для обозначения невозможности турецкий -(y)ama и азербайджанский -(y)abilmə — появляются бок о бок. Аналогичная ситуация все еще наблюдается в диалектах:
«Sözləri əylə daqīq idi kim qamu kimsələr anı fəhm edəməzdilər» («Его слова были настолько тонкими, что никто не мог их понять»)

«Acīb kəlīmātlar söylərsən ki hər gəz hīç kimsə kimsədən naql edə bilməz» («Ты говоришь такие чудесные слова, которые никто никогда ни от кого не услышит»)
Отглагольные существительные и причастия -mak единственное отглагольное существительное, которое довольно часто используется в текстах. Как и в староосманском, он может присоединять притяжательные суффиксы и все падежи, включая родительный падеж. Падежные суффиксы зависят от родственного глагола; -maga часто используется для заключительных предложений:
«Mürīdlərinə kəsb əyləmək buyurdı və dilənmək mən edərdi» («Он велел своим мюридам печь хлеб и запретил им просить милостыню»)
«Çün deməgüŋ meydānında qadəm basardı» («Когда он вступил на поприще ораторского искусства»)
«Özinə titrədi və cān qorqusından içməgi və yəməgi unutdı» («Он дрожал и от страха смерти забыл есть и пить»)
«Bir loqma götürüb əŋsəsindən aŋa verməgə əlin uzatdı» («Он взял кусочек и протянул руку за спину, чтобы дать ей»)
«Bağışlamağdan məlālət və pəşimānlığum yoxdur» («Я не устаю и не сожалею из-за того, что прощаю»)

«Ādəm yedi gün və yedi gecə dağlar ilən yazıyı gəzüb anı bulmağda idi» («Адам семь дней и семь ночей бродил по горам и равнинам, чтобы найти его»)
Хотя конструкции -mak могут выражать придаточные предложения, предложения с конечным глаголом, которые являются доминирующими в этих текстах, встречаются одновременно: «Utanuram kim öz nəfsüm içün ayru nəstə buyurayım və ol-çaq daxi kim Kəlxurānda idim və cüftimiz işlər idi öz anamdan utanurdum nəstə» («Мне стыдно просить что-то особенное для себя; и даже когда я был в то время в Келхуране и пара волов работала (на нас), мне было стыдно хотеть чего-то от своей матери»). Заключительное предложение nəstə diləməgə помещено здесь — как и в других примерах — после сказуемого, что является явным свидетельством разговорного языка в этой части легенды про шейха Сефиаддина. Отглагольное существительное, отмеченное притяжательным суффиксом, может функционировать как глава в родительно-притяжательной конструкции. В этих конструкциях он может быть даже образован от переходного глагола, так что родительный элемент функционирует как genitivus obiectivus. Такого рода копия сохранилась до сегодняшнего дня в тебризском диалекте.
«Bugün məni bişmiş yəməgüŋ yəməgindən mazūr dutub bağışlamaq gərəksiŋiz» («Сегодня вы должны извинить меня и освободить от съедания приготовленного блюда»)
«Çün Ādəm Hābīli görmədi anuŋ bulmağında cəhd etdi» («Когда Адам не видел Хабиля, он стремился найти его»)

«Xazrət-i Allah təālā-nı bəndənüŋ rızqı verməgindən mazūl edəbilürsən» («Не могли бы вы запретить Господу Богу кормить людей»)
В отличие от современных диалектов, отглагольное существительное -mak все еще играет свою роль в модальных конструкциях, особенно для обозначения воли и необходимости. Помимо -malu встречается конструкция -mak + gərək + личные маркеры, что было особенностью среднеазербайджанских источников до XVIII века:
«Bunı nūş etmək gərəksiŋiz» («Вы должны съесть это»)

«Əlbəttə göŋləgüŋ çıxarmək gərəksən» («Конечно, ты должны снять свою рубашку»)
Безличные фразы имеют, кроме -mak gərək, также сочетание с vācib:«Buyurdı kim xarāmı tərk etmək vācibdur» («Он сказал, что нужно избегать запретного»). Доминирующим образцом волеизъявления в односубъектных конструкциях является тюркский -mak + istə-:
«Öz maqāmına qayıtmək istədi» («Он хотел вернуться к себе домой»)

«Çün dost məni yandurmaq istər» («Если друг хочет, чтобы я был сожжен»)
Однако очень ограниченным является иранский тип istə- ki + оптатив для предложений с одним и тем же предметом: «İstərlər ki anı daxi oda salalar» («Они хотят бросить и его в огонь»). Отглагольное существительное -ma отсутствует (за исключением лексикализованных форм); следовательно, конструкции с конечным глаголом занимают его место в случае неодинаковых предметов: «İstəmənəm ki Taŋrıdan özgə kimsə mənüm işümdə dāxil əyləyə» («Я не хочу, чтобы кто-то, кроме Бога, вмешивался в мои дела»). В отличие от этой ситуации в текстах, современные диалекты вплоть до границ в Ираке — во всех случаях отображает только конструкции, основанные на оптативе.

Использование причастия -(y)an очень ограничено, потому что обычным шаблоном для относительных предложений является иранский тип с ki(m) и конечным глаголом. Это встречается в некоторых коротких ограничительных положениях, таких как: «Əvvəlki doğan qız soŋraki oğlana verür idilər» («Они обычно отдавали девочку, которая родилась первой, более позднему [рожденному] сыну»). Или в чистой номинализованной форме: «Və gök ilən yer və uçan ilən yeriyən ağlamağa düşdilər» («И небо, и земля, и полет, и бег превратились в плач»). Точно так же встречается нечасто встречается коверб -yanda. Некоторые примеры в «Шухеданаме» показывают, что -(y)ıcı (-(y)ucı) отглагольное существительное также может использоваться для ограничительных относительных предложений:
«Yel saxlayıcı mələk İbrāhīmə gəldi» («Ангел, который держит ветер, пришел к Ибрахиму»)

«Arş götürücilər və kürsī üstündə oturucılar fəriştələr ağlamağ bünyād etdilər» («Ангелы, которые несут трон и которые живут на верхних небесах, начали плакать»)
Бесконечная форма -dığı, которая значительно сокращена в тебризском диалекте азербайджанского языка и встречается в более неравномерном распределении в некоторых других диалектах, встречается предпочтительно как отглагольное существительное, то есть в предложениях с существительными и безличных относительных предложениях. В предложениях с существительными это может происходить в разных случаях в зависимости от глагола:
«Andan soŋra İsmaīlüŋ qurbān olduğıdur» («После этого состоялось жертвоприношение Исмаила»)
«Muslim bən Aqīluŋ neçə uşağları ilən şəhīd olduğına» («О том, как Муслим бен Агиль и его сыновья стали мучениками»)
«Göŋlüŋ yaqīnī oldur kim Taŋrı ilən bilici ola və gəldügi ilə gitdügini bilə» («Уверенность в сердце означает, что человек знает Бога, и он приходит и уходит»)

«Oğlanlarınuŋ gəldügindən hiç əsər gözükmədi» («Не было никаких признаков того, что его сыновья приближаются»)
Как и в случае с -mak, отглагольное существительное — если оно образовано от переходного глагола — в качестве главы притяжательной конструкции родительного падежа может обозначать свой объект родительным падежом: «Qardaşınuŋ öldürdüginə bel bağladı» («Он готовился убить своего брата»). Иногда отглагольное существительное может функционировать как часть конвербиальной формы в деепричастном предложении:
«Günāhüm utanduğından sərgərdān olubam» («Я был сбит с толку, потому что мне было стыдно за свой грех»)

«Biz Şeyxüŋ buyurdügi kimi sığırları xayāta sürdük» («Мы загнали коров во двор, как приказал шейх»)
В безглавых относительных предложениях: «Xazrət-i Şeyx q. s. göndərdügindən nə özi taşarruf edərdi və nə uşağları ilə mürīdlərinə yedürürdi» («Святой шейх сохранил то, что она послала, ни для себя, ни для своих сыновей и послушников»). Тем не менее, очень редко причастие занимает атрибутивную позицию. Параллельное использование причастия вместе с относительным предложением иранского типа с ki(m) и конечным глаголом, которое является доминирующей моделью в наших текстах, можно ясно увидеть в этом примере: «Ol nəstələr kim sən gördüŋ sənüŋ dəvlət ilə səādətüŋdür mənüm anda gördügüm nəstələri bu āləmə bəŋzəməz» («То, что вы видели, — это ваше богатство и счастье, (но) то, что я видел там, не принадлежит этому миру»). Тексты Нишати в этом отношении довольно далеки от османских, и они напоминают очень раннюю стадию староанатолийского языка. Булут проанализировал релятивизацию в текстах XIII века и заявил, что — например, в «Карнаме» Ахмеда Факиха — использование -dığı, «по-видимому, ограничено абсолютными RCs и нет примеров отглагольного существительного в -duk, отнесенный к базовому сегменту». Но уже в XIV веке видно достаточно примеров для атрибутивного -dığı. Количество и функции конвергентов очень ограничены из-за распространенных иранских стратегий объединения предложений. Единственным широко используемым конвербом является -(y)ub в его функции продвижения по дискурсу, но сериализация довольно короткая, и нет длинных цепочек, как в среднеосманском. Как правило, действия имеют одну и ту же тему: «Ördək yerindən qalxub bir pārə yol varub gənə qondı» («Утка взлетела со своего места, пролетела часть пути и снова закурила»). Но иногда грамматическое подлежащее может быть другим: «Bəs Ādam Xavvādan ayrılub hər biri bir yana vardılar» («Затем Адам отделился от Хаввы, и каждый из них перешел на другую сторону»). В большинстве случаев, подобных этому, конверб -(y)ub соответствует простому совершенному причастию персидского текста. Отрицание всегда отмечается на конвертере: «Və giyəsiləri daxi giyməyüb giydürməz idi» («А также одежды, которые он не носил и не позволял их носить»).
Современные диалекты также полностью лишены этого конвербента. Некоторые временные конвергенции появляются лишь изредка, как, например -(y)ınca. Это обращение, которое также было наиболее частым в староосманском языке, встречается в основном в коротких фразах с такими глаголами, как eşid, gör, de. Оно уже приобрело более позднее значение «когда», которое заменило значение «до»: «Türk bunları görincə Xazrət-i Şəyxüŋ qulluğına vardı» («Когда тюрк увидел это, он пошел на службу к Святому шейху»). Ограничительное значение «до тех пор, пока» может быть сохранено в отрицании: «Dünyā ilə āxirətə baş indürməzlər maqsūdlarına yetməyincə») («Они не посвящают себя этому миру или Загробной жизни, пока не достигнут своих целей»). Наречие -(y)anda, которое сегодня характерно для азербайджанского языка, встречается не часто и только в «Тезкире Шейх Сефи». Номинальное происхождение конструкции -(y)anda, все ещё присутствует, так что она может функционировать как отглагольное существительное без указания лица (в обеденное время/обедать). В соответствии с именем «Шухеданаме», в «Тарихи Хатаи» также нет примера в качестве раннего прозаического текста.
В отличие от этого, конверб был в основном засвидетельствован в восточной области в поэзии (Физули, Шах Исмаил, поэтические части Китаби Деде Горгуд). Несмотря на свое недавнее значение, этот конверб, очевидно, довольно поздно распространился среди диалектов:
«Xalvətdən çıxanda gövdəsi əylə quvvət idi kim» («Когда он выходил из своей клетки, его тело было таким сильным, что»)

«Yemək çəkəndə ol buğda aşdan daxi ādətincə çanağı doldurub süfrəyə xāzır etdi» («А во время обеда он, как обычно, наполнил чашку этим блюдом из пшеницы и поставил его на скатерть»)
Очень редко встречающиеся конверсии -(r)ken (когда), -madın (до) -(y)all (с тех пор):
«İrağdan baxarkən bir it gördüm» («Когда я посмотрел издалека, я увидел собаку»)
«Həzə atı taxıla girmədin ayağdan düşüb ayağları uzatdı» («Как раз перед тем, как его лошадь въехала на пшеничное поле, она упала и задрала ноги»)

«Qırq gündür kim mən həm bu arxadan tahārət almış idüm mundan göçəli bugünədəgin həm ol taxārətdəəm» («Прошло сорок дней с тех пор, как я совершил омовение из этого канала, и поэтому я нахожусь в этом очищении с тех пор, как я уехал отсюда, и до сегодняшнего дня»)
Структура сложных предложений — это та область синтаксиса, где персидское влияние на среднеазербайджанский наиболее очевидно. Он сильно имитирует персидские конструкции с прямым ответвлением, которым предшествует переход и которые заканчиваются конечным глаголом, как и тексты Нишати: все типы предложений в той мере, в какой они не просто сопоставляются — обычно объединяются на персидский манер; есть только очень немногие (с исключение -mak) примеры для тюркских методов с конечными глагольными формами. Предложения дополнения, которые часто зависят от таких глаголов, как «говорить», «знать», «видеть» и так далее. Обычно строятся на персидский манер с соединительным ki или kim. Распределение персидского ki по сравнению с тюркским kim кажется произвольным:
«Gördi kim qardaşları uyudılar» («Он увидел, что его братья спят»)

«Məgər bilməzsən kim bu əkin kimüŋdür dedi bali bilürəm ki kimüŋdür» («Разве ты не знаешь, кому принадлежит этот урожай? Он сказал: „да, я знаю, кому это принадлежит“»)
За глаголами высказывания всегда следует конечное предложение, представляющее прямую речь. Наиболее распространенной формой введения прямой речи является dedi без ki, но dedi ki(m) также возможен. Высказывания шейхов в «Тезкире Шейх Сефи» вводятся buyurdı или buyurdı kim:
«Dedi pādişāhlığ mənüm qatında iŋən izzətsiz olubdur» ("Он сказал: «Слава суверена больше не имеет для меня значения»)

«Taŋrı-taālā dedi kim mənüm raxmətüm az dəgül» («Бог Всевышний сказал: „Моя милость не скудна“»)
Другие глаголы высказывания или обращения в основном связаны с ki(m) или выражаются сочетанием соответствующего конверба -(y)ub с de-:
«Xazrət-i Şəyx q. s. buyurdı kim qırq gündür kim mən həm bu arxdan tahārət almış idüm» («Святой шейх сказал: „Прошло сорок дней с тех пор, как я также совершил омовение из этого канала“»)
«Xazrət-i Şəyx q. s. sordı kim əliŋdəki nə nəstədür» («Святой шейх спросил: „Что это у тебя в руке?“»)
«Āvāz verdi ki əy qardaşum Yūsuf āyā diri misən yā ölü?» («Он закричал: о мой „Брат Юсуф, ты жив или мертв?“»)

«Yūsuf quyınıŋ dibindən āvāz çəküb dedi əy qardaş vasiyyət çağıdur» («Юсуф крикнул со дна колодца: „О брат, настало время последней воли“»)
За исключением очень немногих примеров, относительные предложения всегда строятся в соответствии с персидской моделью. Посредником в основном является kim, в некоторых случаях ki. Персидский yā-ye işārat выражается в тюркском языке катафорическим указательным местоимением ol, чтобы сделать голову определенной: «Ol göŋlək ki öz əlüŋ ilən maŋa giydürmiş idiŋiz başumdan çıxardılar» («Рубашку, которую ты надел на меня своими собственными руками, они сняли с меня (с моей головы)»). Неопределенные и конкретные главы могут быть обозначены тюркским bir: «Bir qoxulu yəmək kim fil-cümlə dimağa quvvət verə buyurtdum» («Я послал за ароматной едой, которая должна полностью укрепить желудок»). Отношение к голове может быть прояснено повторным указательным (или местным) местоимением в родительном, дательном или винительном падеже:
«Bir yemişə bəŋzər kim anuŋ qapuğı olmaya» («Он напоминает дыню, у которой нет кожуры»)
«Anlaruŋ məydānı başı bir məmləkətdür kim uləmādan kimsə oraya varmazlar» («Их основная область — это та, в которую никто из ученых-религиоведов не приезжает»)

«Fərzənd-i ərcüməndinə imām Zəyn əl-Ābidīn a. s. kim anı çağırub quçağlayub dedi» («Он сказал своему достопочтенному сыну, имаму Зейналабдину, которого он позвал и обнял»)
Для безличных относительных предложений используются манекены, такие как kişi ki(m), kim(sə) kim:
«Kişi ki ğāyətdə sādıq ola» («Тот, кто очень верен»)

«Bir kimsə kim muncuquŋ müştərisi ola aŋa gəvhər satmağ olmaz» («Тому, кто покупает (стеклянные) бусы, нельзя продавать драгоценности»)
Особенностью этих текстов является то, что относительное предложение часто следует не сразу за его главой, а за глаголом основного предложения, что означает более слабую связь между обоими предложениями: «Bir it gördüm kim gəlüb qazanuŋ qırağdaki xamīri yer idi» («Я видел собаку, которая подошла и съела тесто с верхней части миски»). Обобщающие или неопределенные относительные предложения, которые в современном стандартном турецком языке обязательно требуют условного обозначения глагола, в текстах ближе к персидскому, потому что условные обозначения используются редко. Как и в персидском языке, могут встречаться другие модальные формы, а также указательные:
«Hər kimüŋ qurbānlığı qabūl olsun, Aqlīmiyā anuŋ ola» («Чья (когда-либо) жертва будет принята, Аклимия будет его»)

«Hər kim manādan xabərlüdür şəriatə xilāf etməz» («Кто знает (истинное) значение, не делает ничего, противоречащего Шариату»)
Hər kim может также заменить персидский hər kəs ki — возможно, чтобы избежать удвоения hər kim с тюркским конъюнктором kim. Но использование конъюнктора — в основном kim — это обычный случай с hər nə/nəsnə/nəstə:
«Hər nəstə kim köŋliŋiz istər bişürüŋiz» («Приготовь всё, что хочешь»)

«Hər nəsnədən kim Taŋrınun rizāsı olmaya pərhīz etsün» («Человек должен воздерживаться от того, что Бог не одобряет»)
Конъюнктор ki может сочетаться с kimsə: «Hər kimsədən ki sorar idi hīç nişān verməz idilər» («Кого бы он ни спрашивал, они не подавали никаких признаков»). Использование конъюнктора после местоимения kim, необходимо для замены персидского kasī ki, что уменьшает неопределенность и приближает предложение к безличному относительному предложению в смысле «(все), кто»: «Bir kimsə kim muncuquŋ müştərisi ola aŋa gəvhər satmağ olmaz və hər kimə kim issi odlar yemiş ola və xarārəti artmış ola aŋa nəbāt ilə şīrīnlığ vermağ bī-taqrīb ola» («Тому, кто покупает (стеклянные) бусы, нельзя продавать драгоценные камни, и бесполезно давать сладкие растения тому, кто ел горячие травы и у кого высокая температура»). В то время как в османском языке обобщающие конструкции с соединителями, такие как hər kim ki, hər nə (nəsnə) ki(m) и подобные, исчезли с XVI века, соответствующие варианты широко используются в современных азербайджанских диалектах, помимо лексических копий с персидского, таких как kəs или nəfər, и морфологических копий, таких как ya-yē işarat.

По сравнению с широким сочетанием различных персидских, турецких и смешанных стратегий, которые могут встречаться в староосманских текстах, временные предложения в текстах Нишати предлагают довольно однородную картину, которая близко соответствует персидской модели. Доминирующим шаблоном, выражающим одновременность, является скопированная структура предложений с конечным глаголом, введенная соединителем çün. В большинстве случаев это соответствует персидскому тексту, потому что древнеперсидский часто использовал этот простой соединительный элемент с его широкими понятиями, что позволяло ему вводить временные, а также причинные и условные предложения, в то время как современный персидский использует çün (или çünki) в качестве причинного соединительного элемента, как и современный азербайджанский язык. Структурные копии предложений çün также включают в себя другие комбинационные свойства персидской модели: çün можно легко комбинировать с координационными соединителями, такими как və и ammā, и он может включать в себя два или более действия:
«Çün uşı gələ mənüm səlāmumı aŋa yetür» («Когда он придет в сознание, передайте ему мое приветствие»)
«Ammā çün Ādəm xarām ziyārətindən qayıtdı uşaxları anuŋ qarşusına vardılar» («Но когда Адам вернулся из своего священного паломничества, его сыновья приняли его»

«Çün Nimrūduŋ odi şulə urdi və İbrahīmī mançınıqa qoydılar oda salmağa fəriştələrdən fiğān qopdı» («Когда огонь Нимруда вспыхнул, и они поместили Ибрахима на катапульту, чтобы бросить его в огонь, ангелы подняли плач»)
Ещё одной копируемой особенностью персидской структуры является соединитель çün, помещенный не изначально, а после подлежащего временного предложения; как и в староосманском языке, такое использование обычно ограничивается живыми предметами: «Əkincilər çün anı mülāxaza qıldılar sevinüb Xazrət-i Şeyxüŋ mübārək ayağına düşüb şükürlər etdilər» («Когда пахари увидели это, они обрадовались и пали к благословенным стопам Святого шейха и поблагодарили его»). Аналогично современному азербайджанскому, который использует ki в качестве временного соединения, помещенного после подлежащего или дополнения глагола (например, тебризский диалект: «səsi ki eşiddi» — «когда она услышала голос»), çün может стоять перед глаголом: «Yūsufuŋ yürəgi dərdindən xurūş gəlüb anuŋ uşağlığına və ğarīb-liğ ilən yalğuzlığına çün ağladı Yūsuf quyı-nıŋ dibindən āvāz çəküb dedi» («Когда Яхуда сокрушался о боли в сердце Юсуфа и плакал о своей юности, о своей изоляции и одиночестве, Юсуф закричал со дна колодца»).

Вторым скопированным соединением является həmān ki(m), которое скопировано с персидского hamīn ki или hamān ki и первоначально обозначает более четкую одновременность в смысле «в тот момент, когда»:
«Həmān kim xalvətüŋ qapusına yetdi ol əsər yel oturuşub sākin oldı» («В тот момент, когда он добрался до двери клетки, дующий ветер успокоился и стих»)

«Həmān ki susız ola pārçdan aŋa su veriŋiz» («Когда он почувствует жажду, дайте ему воды из этого сосуда для питья»)
Но чаще всего оно утратило свое значение. Как и çün, он может переместиться в позицию предварительного предиката: «Və ol xazrətüŋ məclisində həmān kim oturduk nāgāh Bağdād Xatun daxi gəlüb oturdı» («И когда мы сидели в собрании этого святого человека, внезапно вошла Багдад Хатун и села»). Переходный qaçan kim, который использовался только в раннем староосманском языке, не играет существенной роли в этих текстах. Один редкий пример из «Тезкире Шейх Сефи»: «Və qaçan kim kalimat al-Xaqq söyləməlü idi gərək pādişāh gərək bəg gərək qāzi isə gərək ālim əylə ki kitabuŋ ortasında yazıludur söylərdi» («И каждый раз/когда ему приходилось произносить слово „Бог“ — будь то падишаху, принцам, судьям или ученым. он произносил его так, как это описано в книге»).Грамматикализация началась для ol-çağ kim, ol vaqt kim, ol gün kim в виде смешанных копий с персидского языка. Нет глобальных сложных копий, подобных vaqti ki, которые распространены в современном азербайджанском языке в Иране:
«Taxıluŋ çağı ol vaqt kim həzə dānənüŋ içində mağzı bağlanmamış idi issi yel əsdi» («Во время сбора урожая, когда сердцевина зерна еще не затвердела, поднялся тёплый ветер»)
«Ol çağ kim Xazrət-i Şəyx q. a. s. Bağdāddan məşāhid ziyārətindən qaydurdı bir gecə İsfəndiyār kəndində qondı» («(В то время) когда святой шейх вернулся из Багдада из паломничества к местам мучеников, он провел одну ночь в деревне Исфандияр»)

«Ol gün kim Xazrət-i Şəyx Safī əl-Millət-və-əd-Dīn-üŋ ziyārətinə vardum ulu zāviyəsin bişmiş kirbücdən düzəlmiş gördüm» («Когда я отправился навестить святого шейха Сефиаддина, я увидел его большое убежище, построенное из обожженного кирпича»)
Многофункциональный ki(m) в своей функции разговорного двоеточия, то есть для привлечения внимания к следующему действию, может создавать постпозитивное временное предложение: «Bu sözdə idük kim gördük bir ördək gəldi» («Мы так разговаривали, когда увидели приближающуюся утку»). Персидские временные предложения со значением «до тех пор, пока», которые вводятся tā и следуют за основным предложением (на древнеперсидском языке), воспроизводятся по той же структуре:
«Təlbīslü İblīs yalan andlar ilən Ādamı aldadı tā ol ağaçdan ki aŋa mən etmiş idilər yədilər» («Лживый Иблис ввел Адама в заблуждение ложными клятвами, пока они не вкусили от запретного для него дерева»)
«Pəs çoq mübālağalar qıldum tā iki üç qāşuq ol yəməgüŋ şurbāsından tənāvül etdi» («Затем я приложил много усилий, пока он не выпил две или три ложки бульона из этого блюда»)
Следуя персидским образцам, заключительные предложения вводятся tā с глаголом в оптативе или повелительном наклонении; реже встречается kim. Это доминирующая структура, помимо некоторых разговорных примеров для постпозитива -maga. Заключительные предложения в текстах в основном соответствуют предложениям современного тебризского диалекта, хотя ki там более распространен:
«Yaqub şurətinə aŋa görsədəyim tā bir sāat anuŋ ilən təsəllī və təskīn tapa» («Я явлюсь ему в образе Якуба, чтобы он мог найти на один час утешение и покой с ним»)

«Ammā quru ətmək gətürüŋ kim andan tənāvül edəyim» («Но принеси сухой хлеб, чтобы я мог попробовать его»)
Для причинных предложений существуют две стратегии, обе из которых в основном соответствуют персидскому образцу: предложные предложения, вводные çün и постпозитивные предложения, вводные ki или kim:
«Ammā çün pādişāhzādəlik ilən ispāhilığ ismi anda vardur göŋlüm rızā verməz» («Но из-за того, что она носит имя князя и феодала, мое сердце не согласно»)
«Qaçayım ki səndən qaçmaq mümkin olmaz» («Как я могу убежать, потому что бегать от тебя невозможно»)

«Və Ādəm anı çox sevər idi kim ol bir igit idi görk yüzlü və saçları qara qarğa iligi kimi» («И Адам очень любил его, потому что он был юношей с красивым лицом и волосами, похожими на годовалого черного ворона»)
Существуют также сложные соединения, такие как zirā kim или anuŋ içün kim:
«Ammā burada sənüŋ pādişāhlığuŋ bir çöp də həsāb dəgül zīrā kim munda özgə nəstə gərəkdür» («Но здесь достоинство вашего государя вообще не имеет значения, потому что здесь необходимы другие вещи»)

«Mun söylərdi anuŋ içün kim mən deməkdə bir mənlik var» («Он сказал „мун“, потому что в слове „я“ кроется эгоизм»)

### Лексика
Тексты Нишати являются довольно точными переводами их персидских оригиналов, по крайней мере, в отношении повествовательных отрывков в «Шухеданаме» и историй «Тезкире Шейх Сефи». Переводчик лишь сократил или просто опустил большинство отрывков более высокого стиля, например, введение к новым главам и разделам «Сафват ас-сафа». Но он мог легко переводить фразу за фразой повествовательные части персидских текстов, которые уже были написаны в своеобразном разговорном стиле. Анализ короткой части «Тезкире Шейх Сефи» показывает, что для существительных и наречий арабо-персидского происхождения словарный запас, заимствованный из оригинала, составляет всего 29,5 %, а 31,5 % были заменены тюркскими словами. Более того, еще 33,4 % арабских или персидских слов персидского оригинала были заменены другими арабскими или персидскими словами. Что касается глаголов, то процент тюркских слов намного выше, но доля арабо-персидских слов, заимствованных в качестве элемента сложных глаголов, и замененных слов арабо-персидского происхождения почти одинакова. Это означает, что переводчик имел в распоряжении свой собственный стабильный и активный лексикон, который был частично тюркским, а частично также арабско-персидского происхождения, отражая интенсивную ситуацию контакта с персидским языком.
Сложные глаголы как смешанные копии с одним арабско-персидским элементом, возможно, переняли этот элемент из оригинала и объединили его с тюркским əylə- или qıl-, реже et-; например, iltimās qıldı, iltifāt qılmadı, işārət qıldı, şəfāat əyləyə для соответствующих персидских глаголов с помощью kardan. Или изменяется весь сложный глагол вместе с арабским элементом, например qabūl olacaqdur для mustağāb āyad; или сложный глагол заменяет простой персидский глагол, например taşarruf edərdi, şəfqat etdi для (namī-)dād. Но в большинстве случаев эквивалентом является тюркский глагол. Как правило, замены направлены на лингвистические вариации, потому что часто синонимы встречаются рядом и не всегда со ссылкой на персидский оригинал, например, libās ~ giyəsi ~ don для персидского ğama (платье) или loqma ~ tikə для арабо-персидского luqma (кусок).

В то время как структура сложных глаголов в персидском и тюркском языках схожа, и поэтому ее легко скопировать, она принципиально отличается для именных соединений. Порядок слов персидской конструкции izāfa обратный тюркской притяжательной конструкции, где второе существительное (голова) обозначается притяжательным суффиксом третьего лица. По этой причине сложные копии таких персидских конструкций, поскольку они часто встречаются в современном тебризском диалекте, обнаруживают высокую степень иранизации. В османском языке они стали обычным явлением как стилистический прием. Однако тексты Нишати отличаются от обоих: количество копий целых конструкций izāfa очень мало и в основном ограничено частями, написанными в более высоком регистре; в историях встречаются некоторые названия, такие как «Xazrət-i Şəyx» или исламские термины, такие как «əhl-i bəyt». В большинстве случаев персидская структура заменяется тюркской:
азерб. Sənüŋ irşād məydānuŋ
перс. Meydān-i irşād-i tu Zirke‎
(«Ваша область просвещения»)

азерб. İtirāz məcālı
перс. Mağāl-i itirāz Zirke‎
(«Способность к критике»)
Лексический запас оригинала также может быть выражен тюркской лексикой:
азерб. Bir ulu muāmələ iyəsi
перс. Sāhib-i muāmala-yi buzurq Zirke‎

(«Обладатель благородного поведения»)
Тюркская лексика во многих отношениях близка к староанатолийской, включая слой неогузских слов. Несколько примеров таких архаизмов, которые встречаются в разных текстах всего западно-огузского региона: arx (арык), bolay kim (может быть), çəri (армия), damu (ад), danuq/danuğ (свидетель), daŋ (утро), diril- (оживи), əsən (здоровый), ətmək (хлеб), gögcək (красивый), iŋən (очень), it (собака), iyə (владелец), nəsnə, nəstə (вещь), od (огонь), qalın (плотный), qamu (все), qatı (трудный), qatla (время), bir qatla (однажды), qutlu (счастливый), sayru (больной), uçmağ (рай), ün (звук), var (есть), yaqış (дождь), yazı (степь), yəg (лучше), yığla (плакать), yırla (петь), yolux (встречаться).
В дополнение к этому, и в отличие от османского языка, азербайджанские особенности лексики очевидны: apar (отнеси), cilav (дождь), çörək (хлеб), eşikdə (на улице), əylə (делай), götürmək (взять, забрать), hənəkləş (развлечь), həzə (ещё), imdi (сейчас), issi (горячий), iyi (запах), kənd (деревня), kişi (мужчина, человека), öz (свой), özgə (чужой), qayıt (вернись), tap (найди), tikə (кусок), uşağ (ребёнок), varı (всё), yaman (плохо), yaxşı (хорошо); включая фонологические и морфологические варианты, такие как: bəylə, əylə (так, такой), dışxarı (на улице), kimi (как что-то), nəyşün (почему), nəylə (что делать), yeriş (идти) и другие. Эти лексемы, однако, не являются стабильными, но часто чередуются с соответствующими османскими словами, как в случае с qayıt- ~ dön-, tap- ~ bul-, çörək ~ ətmək, varı ~ qamu ~ bütün; иногда можно увидеть даже kəndü вместо öz. Существует также обмен между огузскими и не-огузскими словами, такими как ağla- ~ yığla-, qapu ~ eşik. Вместе с обменом арабо-персидскими и тюркскими словами такие чередования отражают богатый активный словарный запас переводчика, который он мог бы использовать для стилистического разнообразия. Как правило, они могут рассматриваться как признак языка переводчика как идиомы на переходной стадии.